# Festival Hoa Đà Lạt 2012
Festival hoa Đà Lạt 2012 là sự kiện lễ hội diễn ra từ ngày 31 tháng 12 năm 2011 đến ngày 03 tháng 01 năm 2012 tại thành phố Đà Lạt, tỉnh Lâm Đồng. Sự kiện đã thu hút hơn 300.000 du khách trong và ngoài nước tham dự.

## Diễn biến

### Chuẩn bị
Trong những ngày đầu trước khi Festival diễn ra, Đà Lạt đã bị quá tải. Theo thống kê của Sở Văn hóa – Thể thao – Du lịch tỉnh Lâm Đồng thì toàn bộ hệ thống nhà nghỉ, khách sạn tại thành phố chỉ đáp ứng được khoảng 30.000 lượt khách/đêm, trong khi theo dự kiến lễ hội sẽ thu hút hàng trăm ngàn du khách. Điều này đã đẩy giá cả một số dịch vụ tăng cao từ 5 đến 10 lần.
Trước khi chính thức khai mạc Festival đã có nhiều hoạt động triển lãm hoa, cây cảnh, tượng gỗ, hội thi cắm hoa, tìm hiểu về hoa...

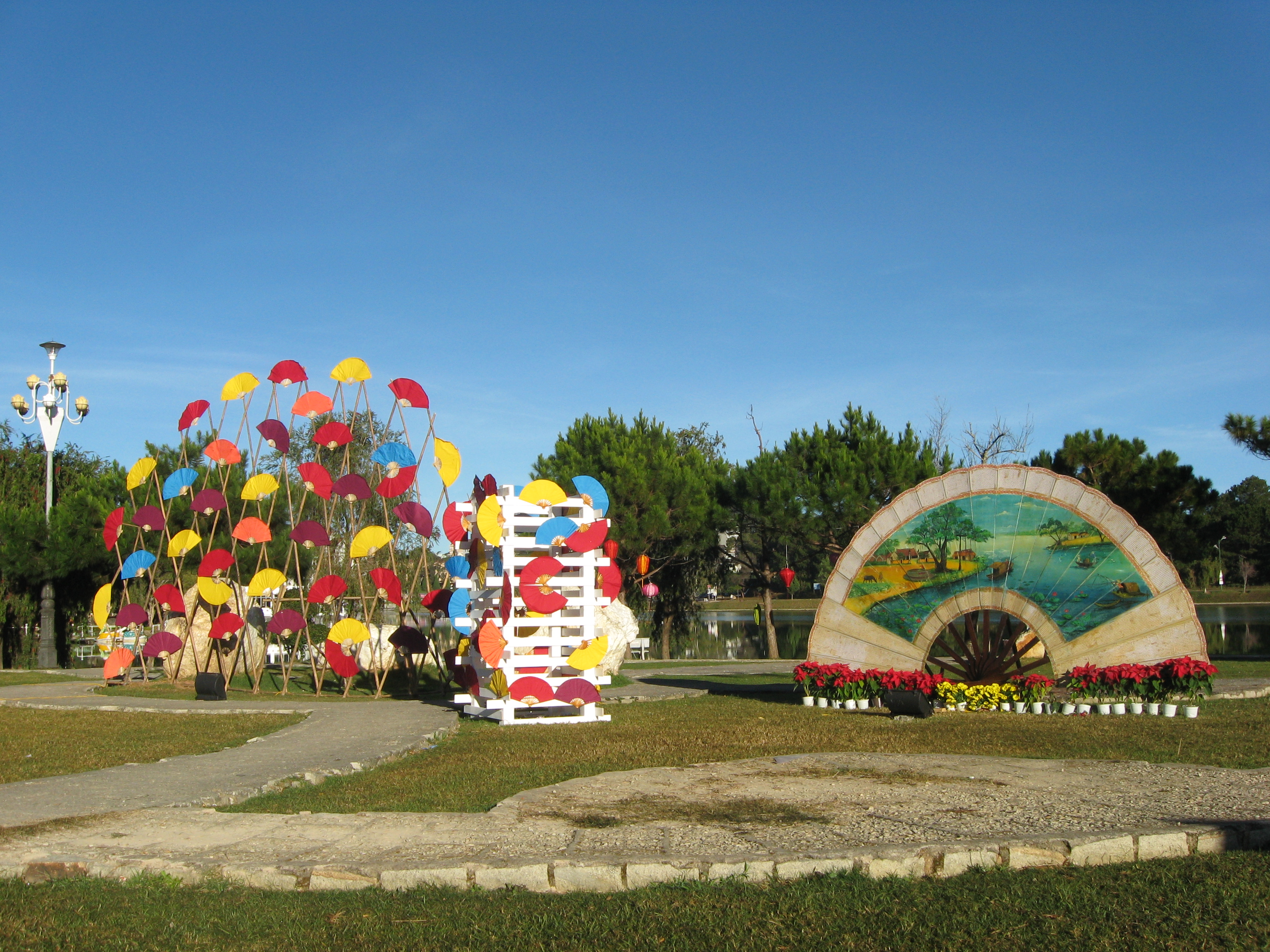
Tiểu cảnh bên bờ hồ Xuân Hương

### Khai mạc
Đêm khai mạc mang chủ đề "Hoa Đà Lạt, hội tụ thế giới sắc màu" diễn ra bên bờ hồ Xuân Hương vào đêm 31 tháng 12 với sự tham gia nguyên Chủ tịch nước Trần Đức Lương, Phó chủ tịch Quốc hội, Phó Thủ tướng Chính phủ, Bộ trưởng các Bộ Văn hóa, Thể thao và Du lịch, Bộ Nông nghiệp và Phát triển nông thôn, Bộ kế hoạch và Đầu tư, Bộ Y tế; lãnh đạo các tỉnh, thành trong cả nước và hơn 20 Đại sứ nước ngoài, hơn 2.000 diễn viên múa học sinh - sinh viên cùng hơn 12.000 người dân địa phương và du khách. Các tiết mục trong đêm văn nghệ được dàn dựng hạn chế tối đa sân khấu hóa, ca múa nhạc mà chú trọng điểm nhấn mang hình tượng nghệ thuật cao, tái hiện Đà Lạt xưa và nay, con người và hoa. Tiếp theo là màn diễu hành các xe hoa và vũ công qua quảng trường. Chương trình kéo dài 90 phút qua 6 cảnh diễn, kết thúc bằng màn bắn pháo hoa cùng lúc tại 2 địa điểm trước khán đài.

### Nội dung
Lễ hội diễn ra với tổng cộng 21 chương trình xoay quanh chủ đề về hoa như: những không gian hoa; trưng bày, triển lãm hoa cây cảnh quốc tế; diễu hành xe hoa đường phố; lễ khai mạc; phiên chợ hoa - lễ hội ẩm thực Đà Lạt; lễ hội đường phố "Hoa và ánh sáng"; không gian hoa đẹp; hội thảo khoa học về hoa; đêm hội rượu vang; đường hoa Romance Palace; ngày chủ nhật hoa; hội thi tìm hiểu các loài hoa Đà Lạt; hội chợ triển lãm làng nghề Việt Nam; ngày hội Langbiang; ngày hội vẽ tranh "Đà Lạt, Thành phố Festival Hoa Việt Nam"; đêm hội các vũ điệu đường phố; giải golf "Đà Lạt Festival hoa - 2012"; chương trình nghệ thuật mừng năm mới; vườn tượng gỗ Tây nguyên; hội thi thời trang hoa và hóa trang hoa; du lịch hoa.

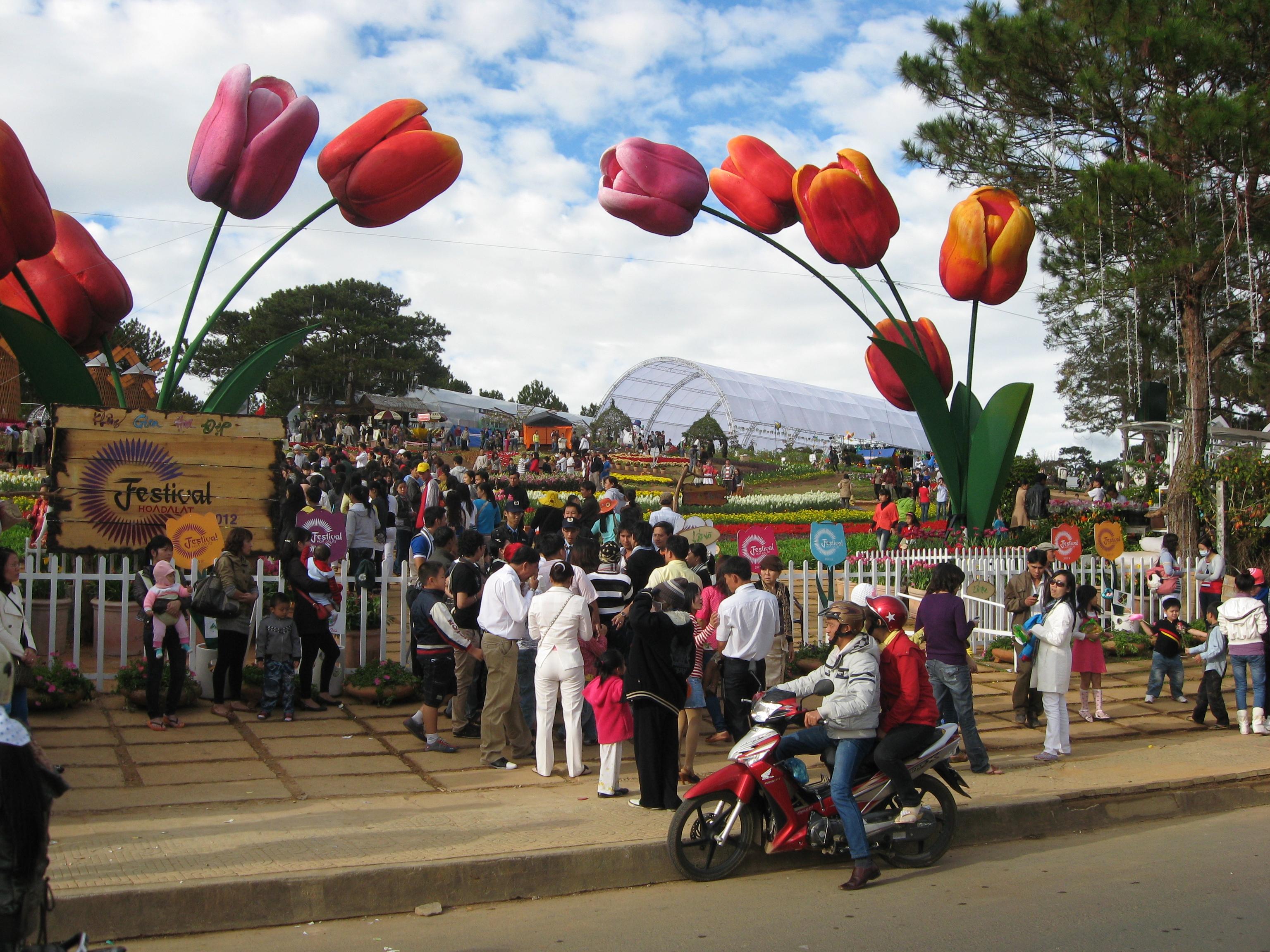
Lối vào không gian hoa tại đồi Cù

Riêng phần không gian hoa đẹp bên bờ hồ Xuân Hương, nổi bật nhất là không gian khoảng 200.000 giỏ hoa tulip các loại được trưng bày.
Ngoài các tuyến đường hoa, những hộ gia đình tại thành phố còn hưởng ứng Festival bằng cách tạo nên những không gian hoa trong mỗi khuôn viên nhà. Đặc biệt, Hiệp hội hoa Đà Lạt kiến tạo một không gian hoa làm điểm nhấn nổi bật trên đồi Cù. Nơi đây được bố trí những thảm hoa, luống hoa và các tiểu không gian mang chủ đề riêng gắn với những loài hoa cụ thể. Điểm mới so với các Festival trước đó là tại Công viên hoa thành phố có không gian hoa dại rộng lớn quy tụ gần 10.000 cây, chậu hoa dại, nhằm đem lại cảm giác gần gũi với thiên nhiên, tạo ấn tượng hoài niệm về Đà Lạt của nhiều thập niên trước.

### Bế mạc
Festival bế mạc bằng lễ hội rượu vang với chủ đề "Vang Đà Lạt, hương vị Festival Hoa", diễn ra tại khu phố đi bộ ở khu trung tâm Hòa Bình dưới hình thức đêm hội đường phố, bao gồm các hoạt động nghệ thuật gắn kết với chương trình "hoa và ánh sáng". Theo Sở Công thương Lâm Đồng, đêm hội có 5 cơ sở, doanh nghiệp sản xuất rượu vang trong và ngoài tỉnh tham gia - bao gồm vang Đà Lạt, vang Vĩnh Tiến, vang Langbiang, vang Thăng Long (Hà Nội) và vang Ninh Thuận. Tổng cộng khoảng 3.500 - 4.000 lít rượu vang được mang đến cho thưởng thức miễn phí. Đêm hội đã thu hút hơn 20.000 người dân cùng du khách tham gia. Lực lượng an ninh cũng được huy động đông đảo từ trước để chuẩn bị cho lễ hội.

## Kết quả và ý nghĩa

### Kết quả
Trưởng ban tổ chức cho biết, sau 5 ngày hoạt động, Festival đã thu hút hơn 300 ngàn du khách trong và ngoài nước tới tham dự.
Riêng lượng khách đến Đà Lạt tham quan nghỉ dưỡng đạt 170.000 lượt, trong đó lượng khách quốc tế chiếm khoảng 20%.
Tuy nhiên, Ban tổ chức còn cho biết, với con số 170.000 người sau bốn ngày diễn ra lễ hội, lượng khách thu hút so với cùng thời điểm trong Festival hoa Đà Lạt 2010 giảm gần 50%. Điều này được cho là trong dịp festival hoa lần trước, du khách phải chịu các phí dịch vụ cao bất thường, không đủ chỗ nghỉ, việc di chuyển khó khăn... Hiện trạng này vẫn diễn ra tại Festival 2012 mặc dù từ Festival năm 2007, Ủy ban nhân dân thành phố Đà Lạt đã thành lập đội kiểm tra liên ngành để kiểm tra, xử lý nhằm ngăn chặn tình trạng "chặt chém" và bán hàng không đảm bảo chất lượng trong suốt thời gian diễn ra Festival.

### Ý nghĩa
Chủ tịch UBND tỉnh Lâm Đồng cho biết, những năm qua thành phố Đà Lạt đã đạt được nhiều thành tựu quan trọng trong lĩnh vực trồng và xuất khẩu hoa, với lượng hoa xuất khẩu đạt hàng chục triệu cành mỗi năm. Riêng năm 2011, diện tích trồng hoa đạt gần 4.000 ha, sản lượng hoa đạt 1,4 tỉ cành, trong đó xuất khẩu 53 triệu cành với kim ngạch 22 triệu USD. Ngoài các thị trường truyền thống như Singapore, Trung Quốc, Nhật Bản, hoa Đà Lạt bắt đầu được xuất khẩu sang các thị trường châu Âu, Bắc Mỹ. Sau nửa thế kỉ phát triển, hoa Đà Lạt đã trở thành một thương hiệu nổi tiếng tại thị trường hoa trong nước và quốc tế. Nhiều loài hoa mới du nhập về cho năng suất và chất lượng cao. Festival hoa Đà Lạt 2012 là dịp ghi nhận đóng góp to lớn của những nông dân có những đóng góp xuất sắc, tôn vinh giá trị của hoa và ngành trồng hoa truyền thống, qua đó quảng bá, mời gọi các nhà đầu tư, thu hút thêm nhiều du khách đến Đà Lạt.